# Polska na Parnasie

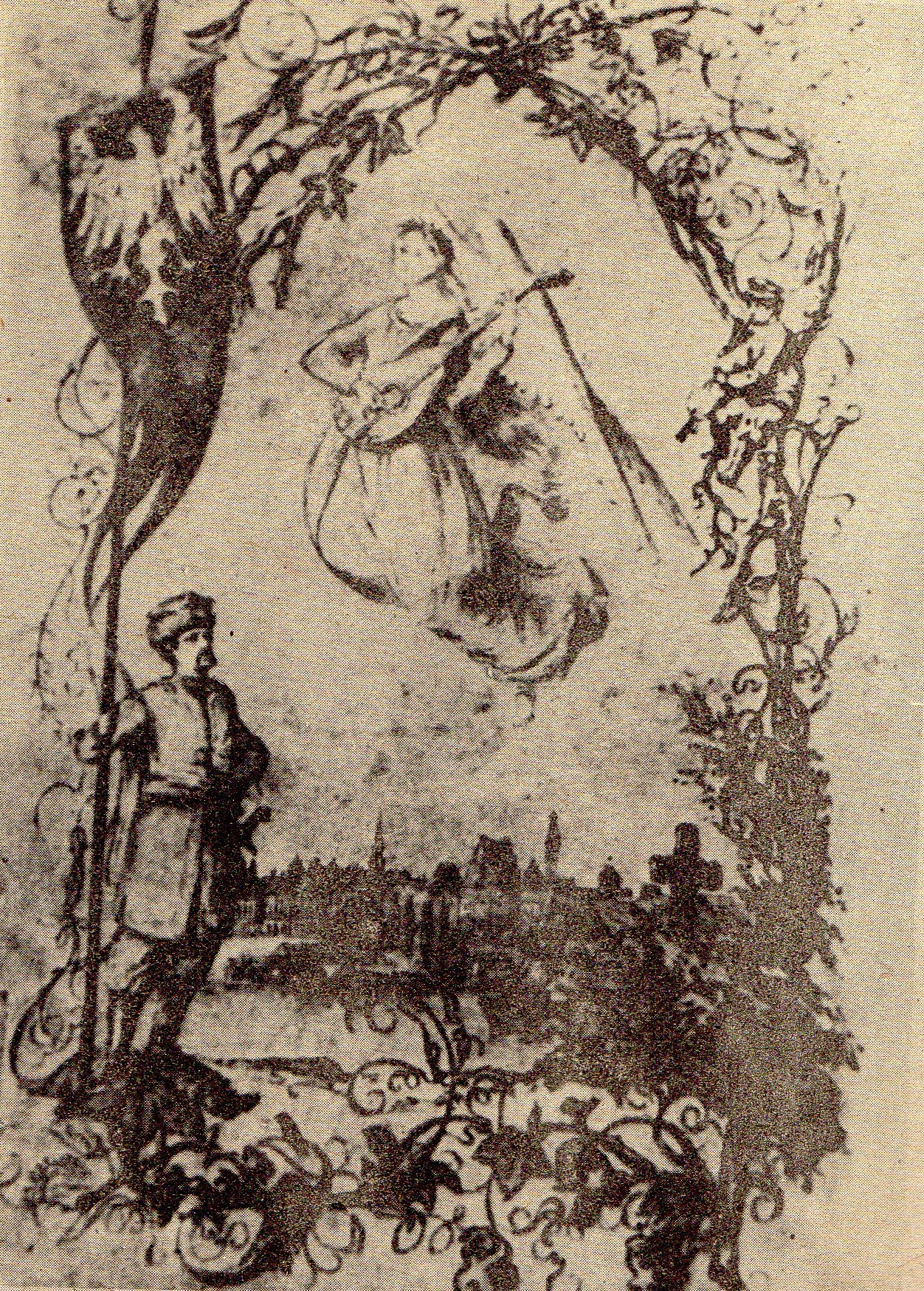
Okładka trzeciego wydania (1862)

Polska na Parnasie (niem. Der Polnische Parnass) – zbiór tłumaczeń poezji polskiej autorstwa Henryka Nitschmanna.
Nitschmann przetłumaczony z języka polskiego na niemiecki zbiór wierszy wydał w 1860 w gdańskim wydawnictwie Teodora Bertlinga. Zbiór zawierał przekłady wierszy 25 poetów polskich (m.in. Adam Mickiewicz, Juliusz Słowacki, Adam Asnyk, Władysław Syrokomla, czy Wincenty Pol). W 1861 wydawnictwo wznowiono, uzupełniając je o utwory m.in. Jana Kochanowskiego, Franciszka Karpińskiego, Franciszka Kniaźnina, Teofila Lenartowicza i Kornela Ujejskiego. Kolejne wznowienia wydano w 1862 i w 1875. Według Jerzego Kolendo zbiór należał do najciekawszych gdańskich druków zwartych XIX wieku.